# Tempête (film, 1938)
Pour les articles homonymes, voir Tempête (homonymie), Tempête (film) et The Storm.
Tempête (titre original : The Storm) est un film américain de Harold Young, sorti en 1938.

## Synopsis
Un navire de croisière se heurte de manière inattendue à un puissant typhon.

## Fiche technique
- Titre original : The Storm
- Réalisation : Harold Young
- Scénario : Hugh King, Daniel Moore, Theodore Reeves
- Directeur de la photographie : Milton Krasner
- Ingénieur du son : Bernard B. Brown, Robert Pritchard
- Producteur : Ken Goldsmith
- Montage : Frank Gross
- Musique : Charles Henders, Frank Skinner
- Durée : 78 minutes
- Pays de production :  États-Unis
- Langue : Anglais
- Couleur : Noir et Blanc
- Format : 1,37 :
- Son : Mono (Western Electric Mirrophonic Recording)
- Société de production : Universal Pictures
- Date de sortie: États-Unis : 28 octobre 1938

## Distribution
- Charles Bickford : Bob 'Sparks' Roberts
- Barton MacLane : Capitaine Cogswell
- Preston Foster : Jack Stacey
- Tom Brown : Jim Roberts, le frère de Bob
- Nan Grey : Peggy Phillips
- Andy Devine : « Swede » Hanzen
- Frank Jenks : Peter Carey
- Samuel S. Hinds : Capitaine Kenny
- Florence Roberts : Mme Roberts
- Jack Mulhall : Harry Blake
- Helen Gilliland : Hungry
- Mark Daniels : Cadet
- Joseph Sawyer : Kelly
- Marion Martin : Jane, fille du bar
- Dorothy Arnold : Nora, fille du bar

### Acteurs non crédités
- Richard Alexander
- Hooper Atchley : Docteur
- Jimmy Aubrey
- Sonny Bupp : jeune garçon
- Jack Clifford
- Clyde Cook
- Drew Demorest